# صلاح عبد الصبور
محمد صلاح الدين عبد الصبور يوسف الحواتكي، ولد في 3 مايو 1931 بمدينة الزقازيق.
من أعلام الشعر العربي، والمُحرر الأدبي لجريدة الأهرام، ولمجلتي روز اليوسف، وصباح الخير، ثم نائب لرئيس تحرير مجلة روز اليوسف. كما كان مدير عام دار الكتاب العربي، ورئيس تحرير مجلة الكاتب، ووكيل وزارة الثقافة لشؤون الثقافة الجماهيرية. تولى رئاسة مجلس إدارة الهيئة المصرية العامة للكتاب في الفترة من 1979 حتى وفاته في 15 أغسطس سنة 1981.

## السنوات الأولي بعد التخرج
التحق بكلية الآداب جامعة القاهرة قسم اللغة العربية في عام 1947 وتتلمذ فيها علي يد الشيخ أمين الخولي الذي ضمه إلى جماعة (الأمناء) التي كوّنها، ثم إلى (الجمعية الأدبية) التي ورثت مهام الجماعة الأولى. كان للجماعتين تأثير كبير على حركة الإبداع الأدبي والنقدي في مصر.
تعرّف في مقهى الطلبة في الزقازيق على أصدقاءالشباب مرسى جميل عزيز وعبد الحليم حافظ، وطلب عبد الحليم حافظ من صلاح أغنية يتقدم بها للإذاعة وسيلحنها له كمال الطويل فكانت قصيدة لقاء. تخرج صلاح عبد الصبور عام 1951 وعين بعد تخرجه مدرسًا في أحد المعاهد الثانوية ولكنه كان يقوم بعمله عن مضض حيث استغرقته هواياته الأدبية.

## صلاح عبد الصبور والشعر الحر
ودع صلاح عبد الصبور بعدها الشعر التقليدي ليبدأ السير في طريق جديد تماماً تحمل فيه القصيدة بصمته الخاصة، زرع الألغام في غابة الشعر التقليدي الذي كان قد وقع في أسر التكرار والصنعة فعل ذلك للبناء وليس للهدم، فأصبح فارسا في مضمار الشعر الحديث. بدأ ينشر أشعاره في الصحف واستفاضت شهرته بعد نشره قصيدته شنق زهران وخاصة بعد صدور ديوانه الأول الناس في بلادي إذ كرسه بين رواد الشعر الحر مع نازك الملائكة وبدر شاكر السياب وسرعان ما وظف صلاح عبد الصبور هذا النمط الشعري الجديد في المسرح فأعاد الروح وبقوة في المسرح الشعري الذي خبا وهجه في العالم العربي منذ وفاة أحمد شوقي عام 1932 وتميز مشروعه المسرحي بنبرة سياسية ناقدة لكنها لم تسقط في الانحيازات والانتماءات الحزبية. كما كان لعبد الصبور إسهامات في التنظير للشعر خاصة في عمله النثري حياتي في الشعر. وكانت أهم السمات في أثره الأدبي استلهامه للتراث العربي وتأثره البارز بالأدب الإنجليزي.

## تأثر عبد الصبور بالكتاب العالميين
تنوعت المصادر التي تأثر بها إبداع صلاح عبد الصبور: من شعر الصعاليك إلى شعر الحكمة العربي، مروراً بسيَر وأفكار بعض أعلام الصوفيين العرب مثل الحلاج وبشر الحافي، الذين استخدمهما كأقنعة لأفكاره وتصوراته في بعض القصائد والمسرحيات. كما استفاد الشاعر من منجزات الشعر الرمزي الفرنسي والألماني (عند بودلير وريلكه) والشعر الفلسفي الإنكليزي (عند جون دون وييتس وكيتس وت. س. إليوت بصفة خاصة، وقد كتب الكثيرين في العلاقة بين " جريمة قتل في الكاتدرائية لإليوت ومأساة الحلاج لعبد الصبور. لم يُضِع عبد الصبور فرصة إقامته بالهند مستشارا ثقافياً لسفارة بلاده، بل أفاد خلالها من كنوز الفلسفات الهندية ومن ثقافات الهند المتعددة وكذلك كتابات كافكا السوداوية. هذا إلى جانب تأثره بكتاب مسرح العبث.
وكما ذكر بتذيل مسرحيته «مسافر ليل»
| صلاح عبد الصبور | منذ خمس سنوات التقيت بالمسرحي العظيم " يوجين أونيسكو " في مسرحية الكراسي، حيث كان يعرضها مسرح الجيب القاهري، وما كاد العرض ينتهي حتي كنت قد انتويت أن أدخل عالم هذا الكاتب العظيم، وسعيت إليه من خلال معظم أعماله. وكتبت في مذكراتي الشخصية عندئذ أن اكتشاف عظمة أونيسكو كان من أحلي الاكتشافات التي عرفتها في حياتي. وأضفته إلى ذخائري كما أضفت شكسبير وأبا العلاء وتشيكوف من قبل. | صلاح عبد الصبور |

إلى جانب تأثره بالكاتب الإيطالي «لويجي بيرانديللو»، ويتضح ذلك بمسرحيتي «ليلي والمجنون» و«الأميرة تنتظر»، حيث تتجلي فكرة المسرح داخل المسرح.

### عبد الصبور ولوركا
اقترن اسم «صلاح عبد الصبور» باسم الشاعر الأسباني «لوركا» خلال تقديم المسرح المصري مسرحية «يرما» لكاتبها «لوركا» بستينات القرن الماضي، إذ اقتضي عرض المسرحية أن تصاغ الأجزاء المغناة منها شعرا، وكان هذا العمل من نصيب «صلاح عبد الصبور». ظهرت ملامح التأثر بلوركا من خلال عناصر عديد بمسرحيات عبد الصبور مثل «الأميرة تنتظر، بعد أن يموت الملك، ليلي والمجنون» فبهذه المسرحيات تشابهت الموضوعات فيما بينهم، واستقي عبد الصبور منابع موضوعاته من خلال التناص الواضح مع طبيعة الموضوعات والتيمات المسرحية.
صاغ الشاعر باقتدار سبيكة شعرية نادرة من صَهره لموهبته ورؤيته وخبراته الذاتية مع ثقافته المكتسبة من الرصيد الإبداعي العربي ومن التراث الإنساني عامة. وبهذه الصياغة اكتمل نضجه وتصوره للبناء الشعري.

## مؤلفاته

### مؤلفاته الشعرية
- الناس في بلادي (1957) هو أول مجموعات عبد الصبور الشعرية، كما كان ـ أيضًا ـ أول ديوان للشعر الحديث (أو الشعر الحر، أو شعر التفعيلة) يهزّ الحياة الأدبية المصرية في ذلك الوقت. واستلفتت أنظارَ القراء والنقاد ـ فيه ـ فرادةُ الصور واستخدام المفردات اليومية الشائعة، وثنائية السخرية والمأساة، وامتزاج الحس السياسي والفلسفي بموقف اجتماعي انتقادي واضح.
- أقول لكم (1961).
- تأملات في زمن جريح (1970).
- أحلام الفارس القديم (1964).
- شجر الليل (1973).
- الإبحار في الذاكرة (1977).
- لمشاهدة بعض قصائد الشاعر صلاح عبد الصبور  نسخة محفوظة 28 مارس 2014 على موقع واي باك مشين.

### مؤلفاته المسرحية
كتب خمس مسرحيات شعرية:
- الأميرة تنتظر (1969).
- مأساة الحلاج (1964).
- بعد أن يموت الملك (1973).
- مسافر ليل (1968).
- ليلى والمجنون (1971) وعرضت في مسرح الطليعة بالقاهرة في العام ذاته.
- قصيده لحن

### النثرية
- على مشارف الخمسين.
- و تبقى الكلمة.
- حياتي في الشعر.
- أصوات العصر.
- ماذا يبقى منهم للتاريخ.
- رحلة الضمير المصري.
- حتى نقهر الموت.
- قراءة جديدة لشعرنا القديم.
- رحلة على الورق.

## وفاته
في 13 أغسطس من العام 1981 رحل الشاعر صلاح عبد الصبور إثر تعرضه إلى نوبة قلبية حادة أودت بحياته، اثر مشاجرة كلامية ساخنة مع الفنان الراحل بهجت عثمان، في منزل صديقه الشاعر أحمد عبد المعطي حجازي، وكان عبد الصبور يزور حجازي في منزله بمناسبة عودة الأخير من باريس ليستقر في القاهرة. تقول أرملة صلاح عبد الصبور السيدة سميحة غالب: سبب وفاة زوجي أنه تعرض إلى نقد واتهامات من قبل أحمد عبد المعطي حجازي، وبعض المتواجدين في السهرة وأنه لولا هذا النقد الظالم لما كان زوجي قد مات. اتهموه بأنه قبل منصب رئيس مجلس إدارة هيئة الكتاب، طمعاً في الحصول على المكاسب المالية، متناسيا واجبه الوطني والقومي في التصدي للخطر الإسرائيلي الذي يسعى للتطبيع الثقافي، وأنه يتحايل بنشر كتب عديمة الفائدة.. لئلا يعرض نفسه للمساءلة السياسية.. ويتصدى الشاعر حجازي لنفي الاتهام عن نفسه من خلال مقابلة صحفية أجراها معه الناقد جهاد فاضل قائلا: -«أنا طبعا أعذر زوجة صلاح عبد الصبور، فهي تألمت كثيراً لوفاة صلاح. ونحن تألمنا كثيراً ولكن آلامها هي لاأقول أكثر وإنما أقول على الأقل إنما من نوع آخر تماما. نحن فقدنا صلاح عبد الصبور، الصديق والشاعر والقيمة الثقافية الكبيرة، وهي فقدت زوجها، وفقدت رفيق عمرها، وفقدت والد أطفالها.. صلاح عبد الصبور، كان ضيفاً عندي في منزلي، وأيا كان الأمر ربما كان لي موقف شعري خاص، أو موقف سياسي خاص، لكن هذا كله يكون بين الأصدقاء الأعزاء، ولا يسبب نقدي ما يمكن أن يؤدي إلى وفاة الرجل. الطبيب الذي أشرف على محاولة انقاذه، قال إن هذا كله سوف يحدث حتى ولو كان عبد الصبور في منزله، أو يقود سيارته، ولو كان نائما. وفاته إذا لا علاقة لها بنقدنا، أو بأي موقف سلبي اتخذه أحد من الموجودين في السهرة». وينهي حجازي كلامه قائلاً: «صلاح عبد الصبور شاعر كبير، وسوف يظل له مكانة في تاريخ الشعر العربي من ناحية، وفي وجدان قارئ الشعر من ناحية أخرى، وشعره ليس قيمة فنية فحسب، وإنما إنسانية كبرى كذلك».

## ميراث صلاح عبد الصبور الفني
ترك عبد الصبور آثارا شعرية ومسرحية أثرت في أجيال متعددة من الشعراء في مصر والبلدان العربية، خاصة ما يسمى بجيل السبعينيات، وجيل الثمانينيات في مصر، وقد حازت أعماله الشعرية والمسرحية قدرا كبيرا من اهتمام الباحثين والدارسين، ولم تخل أية دراسة نقدية تتناول الشعر الحر من الإشارة إلى أشعاره ودواوينه، وقد حمل شعره سمات الحزن والسأم والألم وقراءة الذكرى واستلهام الموروث الصوفي، واستخدام بعض الشخصيات التاريخية في إنتاج القصيدة، ومن أبرز أعماله في ذلك: " مذكرات بشر الحافي" و" مأساة الحلاج" و" ليلى والمجنون"، كما اتسم شعره من جانب آخر باستلهام الحدث الواقعي، كما في ديوانه: " الناس في بلادي " ومن أبرز الدراسات التي كتبت عن أعماله، ما كتبه الناقد الدكتور عز الدين إسماعيل في كتابه: " الشعر العربي المعاصر: قضاياه وظواهره الفنية والمعنوية " و" الجحيم الأرضي " للناقد الدكتور محمد بدوي، ومن أبرز من درسوا مسرحياته الشعرية الناقد الدكتور وليد منير في: المسرح الشعري عند صلاح عبد الصبور".
تقلد عبد الصبور عددا من المناصب، وعمل بالتدريس وبالصحافة وبوزارة الثقافة، وكان آخر منصب تقلده رئاسة الهيئة المصرية العامة للكتاب، وساهم في تأسيس مجلة فصول للنقد الأدبي، فضلا عن تأثيره في كل التيارات الشعرية العربية الحداثية.

## جوائز
- جائزة الدولة التشجيعية عن مسرحيته الشعرية (مأساة الحلاج) عام 1966.
- حصل بعد وفاته على جائزة الدولة التقديرية في الآداب عام 1982.
- الدكتوراه الفخرية في الآداب من جامعة المنيا في نفس العام.
- الدكتوراه الفخرية من جامعة بغداد في نفس العام.[7]

## كتب ودراسات عنه
1. قيم فنية وجمالية في شعر صلاح عبد الصبور، لمديحة عامر، عام 1984.
2. رؤوبين سنير، «صوفية بلا تصوف إسلامي - قراءة جديدة في قصيدة صلاح عبد الصبور «الإله الصغير»»، الكرمل - أبحاث في اللغة والأدب 6 (1985)؛ ص 129-146.
3. الجحيم الأرضى.. دراسة في شعر صلاح عبد الصبور، لمحمد بدوى، عام 1986.
4. الرؤيا الإبداعية في شعر صلاح عبد الصبور، لمحمد الفارس، عام 1986.
5. شعر صلاح عبد الصبور الغنائي، للدكتور أحمد عبد الحى، عام 1988.
6. المسرح الشعرى عند صلاح عبد الصبور، للدكتورة نعيمة مراد، عام 1990.
7. مسرح صلاح عبد الصبور، جزأين، للدكتور أحمد مجاهد، عام 2001.
8. Reuven Snir, “Human Existence According to Kafka and Ṣalāḥ ‘Abd al-Ṣabūr,” Jusūr 5 (1989), pp. 31–43
9. R. Snir, “Neo-Sufism in the Writings of the Egyptian Poet Ṣalāḥ ‘Abd al-Ṣabūr,” Sufi – A Journal of Sufism 13 (1992), pp. 24–26
10. رجاء النقاش، ثلاثون عاما مع الشعر والشعراء، دار سعاد الصباح، ط1992،1، ص105-124.

1. ↑  بوَّابة الشُعراء (بالعربية والإنجليزية)، QID:Q106776388
2. ↑  "لمحة تاريخية". دار الكتب والوثائق القومية. مؤرشف من الأصل في 2020-07-27. اطلع عليه بتاريخ 2022-01-17.
3. ↑  كامل سلمان الجبوري (2003). معجم الأدباء من العصر الجاهلي حتى سنة 2002م. بيروت: دار الكتب العلمية. ج. 3. ص. 216. ISBN:978-2-7451-3694-7. LCCN:2003489875. OCLC:54614801. OL:21012293M. QID:Q111309344.
4. ↑  صلاح عبد الصبور، مسرحية مسافر ليل، ص 65.
5. 1 2  كتاب دراسات في المسرح المعاصر، محمد السيد عيد، ص40
6. ↑  كتاب دراسات في المسرح المعاصر، محمد السيد عيد، ص47
7. ↑  مجلة المربد العراقي، العدد 355، ص 32

- مسرحية مسافر ليل: كوميديا سوداء / صلاح عبد الصبور، الهيئة المصرية العامة للكتاب، القاهرة، 2012.
- دراسات في المسرح المعاصر، محمد السيد عيد، الهيئة العامة لقصور الثقافة، سلسلة كتابات نقدية، رقم 44. أكتوبر 1995.

## وصلات خارجية
- صلاح عبد الصبور على موقع أرشيف الشارخ.
- بوابة الشعراء: ديوان صلاح عبد الصبور